# Woningwaarderingsstelsel
Het woningwaarderingsstelsel (WWS), waarderingsstelsel bedoeld in artikel 5 van het Besluit huurprijzen woonruimte, in de betreffende context ook puntensysteem of puntentelling genoemd, is in Nederland een wettelijk systeem om een redelijke huurprijs voor een woning vast te stellen. Het systeem wordt toegepast bij woningen in de gereguleerde sector en voor bepaling van de huurwaarde van een woning bij het verstrekken van een verhuurhypotheek. Tevens kan het worden toegepast binnen zes maanden na aanvang van de huur van een woning die op basis van de aanvangshuur in het huurcontract tot de vrije sector behoort, om te bepalen of een redelijke huur onder of op de liberalisatiegrens ligt, in welk geval de huur tot dit bedrag moet worden verlaagd en de woning alsnog in de gereguleerde sector terecht komt (toets aanvangshuurprijs). Bij tijdelijke huurcontracten van niet langer dan twee jaren is het mogelijk om bij de eerste huurovereenkomst de huur te laten toetsen tot zes maanden nadat de huur is geëindigd.
Het WWS wordt bij geschillen toegepast door de Huurcommissie. Verhuurders kunnen het systeem toepassen, bij bestaande contracten ook rekening houdend met de anderszins maximaal toegestane huurverhoging, bij het bepalen van de huur die ze kunnen vragen. Huurders kunnen het systeem toepassen om te beoordelen of ze kansrijk bezwaar kunnen maken tegen een huurverhoging, of kansrijk een huurverlaging kunnen verlangen.
Het WWS is een vorm van huurprijsregulering, waarvan onder economen consensus bestaat dat het zowel de kwaliteit als de kwantiteit van woningen vermindert en dat het de huisvestingsproblemen op de lange termijn verergert.

## Punten
De puntentelling voor zelfstandige en onzelfstandige woningen is vastgelegd in Bijlage I van het Besluit huurprijzen woningen.
Een woning krijgt punten (WWS-punten) toegekend. Voor zelfstandige en onzelfstandige woningen zijn er aparte puntensystemen. Bij aanvang van de huur in 2018 behoort een zelfstandige woning tot en met 142 punten in ieder geval tot de gereguleerde sector (of kan daar door de Huurcommissie in geplaatst worden), omdat de redelijk geachte huur dan niet hoger is dan de liberaliseringsgrens. Als minder dan de bij het aantal punten behorende maximale huur wordt gerekend kan een woning met meer dan 142 punten ook nog tot de gereguleerde sector behoren, want de daadwerkelijke aanvangshuur is het criterium.
Bij het systeem voor de zelfstandige woning worden er punten toegekend voor de volgende aspecten:
- Oppervlakte van vertrekken: 1 punt per m²
- Oppervlakte van overige ruimten (berging, zolder, garage): 3/4 punt per m²
- Verwarming: per verwarmd vertrek 2 punten (bij stadsverwarming 1,5 punt), per overige ruimte 1 punt
- Energieprestatie
- Keuken
- Sanitair
- Privé-buitenruimten (tot 25 m² 2 punten; het ontbreken ervan levert niet nul punten op, maar een aftrek van 5 punten, dus een verschil van 7 punten)
- WOZ-waarde: een aantal punten gelijk aan dit bedrag gedeeld door € 8747
- WOZ-waarde gedeeld door het aantal m² van de vertrekken en de overige ruimten: een aantal punten gelijk aan dit bedrag gedeeld door € 135

Diverse aspecten tellen dus op drie manieren mee: rechtstreeks, via de WOZ-waarde, en via de WOZ-waarde per vierkante meter. Niet genoemde aspecten tellen alleen mee via de WOZ-waarde en de WOZ-waarde per vierkante meter. Dit zijn bijvoorbeeld de woonvorm (zoals eengezinswoning of appartement), de aanwezigheid van een lift, en de locatie van de woning, inclusief voorzieningen in de omgeving zoals winkels en openbaar vervoer.

## Huur
Het puntentotaal van een woning correspondeert met een maximale huur volgens tabellen die bijlagen vormen van de Uitvoeringsregeling huurprijzen woonruimte, deze worden ieder jaar vastgesteld door het Ministerie van Binnenlandse Zaken en Koninkrijksrelaties. Huurprijzen die daarboven vallen worden als onredelijk beschouwd. Voor zelfstandige en onzelfstandige woningen zijn er aparte tabellen.
De maximale huur is niet helemaal evenredig met het aantal punten: tot 80 punten vertegenwoordigt een punt een huur van ongeveer €4,79 per maand, daarboven ongeveer €5,26 per maand.

## Indexatie
Punt 9.3 van onderdeel A van Bijlage I van het Besluit huurprijzen woonruimte bepaalt dat elk jaar met ingang van 1 juli, de bedragen waardoor de WOZ-waarde zelf en de WOZ-waarde per m² gedeeld worden voor de berekening van hun bijdrage aan het aantal punten, aangepast met de gemiddelde wijziging van de eigenwoningwaarden die wordt gebruikt voor de berekening van de factor iw in de Wet IB, die zes maanden eerder is toegepast om het percentuele tarief van het eigenwoningforfait (vóór afronding) te compenseren voor de wijziging van de gemiddelde eigenwoningwaarde. Voor de indexatie per 1 juli 2018 is de factor iw bijvoorbeeld het gemiddelde van de WOZ-waarden voor 2017, gedeeld door het gemiddelde van WOZ-waarden voor 2018, dit is het gemiddelde van de waarden van de woningen op 1 januari 2016, gedeeld door het gemiddelde van de waarden van de woningen op 1 januari 2017 (een stijging van de WOZ-waarden resulteert dus alleen in extra punten als deze stijging percentueel hoger is dan gemiddeld voor alle woningen). De per 1 juli 2018 in het woningwaarderingsstelsel en per 1 januari 2018 in de IB toegepaste factor iw is 100/105,9, omdat in 2016 de waarden van de woningen gemiddeld 5,9% gestegen zijn. De bedragen waardoor de WOZ-waarde zelf en de WOZ-waarde per m² gedeeld worden voor de berekening van hun bijdrage aan het aantal punten, zijn daarom met 5,9% verhoogd. 
Het Besluit huurprijzen woonruimte bepaalt in artikel 12 dat elk jaar op 1 juli de op 30 juni daaraan voorafgaande geldende maximale huur die hoort bij elk aantal punten geïndexeerd wordt met het inflatiepercentage. Dit laatste is gedefinieerd in artikel 1 van de Uitvoeringswet huurprijzen woonruimte als "het onmiddellijk voorafgaand aan de datum van 1 juli, ieder jaar in januari door het Centraal Bureau voor de Statistiek bekendgemaakte percentage, waarmee de consumentenprijzen (alle huishoudens) ten opzichte van het aan die bekendmaking voorafgaande jaar zijn verhoogd". Dit betreft de "gewone" CPI (niet de "afgeleide"). De aanpassing per 1 juli 2019 is bijvoorbeeld de "jaarmutatie CPI" van 2018, die correspondeert met het gemiddelde van de CPI-waarden in 2018, gedeeld door het gemiddelde van de waarden in 2017. Per 1 juli 2016, 2017, 2018 en 2019 werden/worden de bedragen zo verhoogd met respectievelijk 0,6%, 0,3%, 1,4% en 1,7%.

## Geschiedenis
In 2011 is de energieprestatie opgenomen in de puntentelling. 
Het Besluit van 8 juli 2015 tot wijziging van het Besluit huurprijzen woonruimte (aanpassing woningwaarderingsstelsel in verband met de introductie van de waarde op grond van de Wet waardering onroerende zaken) heeft per 1 oktober 2015 de onderdelen 9. Woonvorm, 10. Woonomgeving, 11. Hinderlijke situaties en 13. Waardering woning in schaarstegebied vervangen door een systeem waarbij de WOZ-waarde mede het aantal punten bepaalt. Daarbij is de maximale huur die hoort bij elk aantal punten met 3,8% verlaagd, ter compensatie van de toename van het puntenaantal van de gemiddelde zelfstandige woning door deze wijziging van het puntensysteem. De maximale huur bleef daardoor bij deze tussentijdse wijziging gemiddeld gelijk.

## Toekomst
De regering is van plan ook de huurprijzen van een duurdere categorie woningen, aangeduid als het middensegment, tot een nader te bepalen huurgrens, tussen de 1.000 en 1.250 euro, te gaan reguleren.